# Larry King
Larry King, rodným jménem Lawrence Harvey Zeiger, (19. listopadu 1933 New York – 23. ledna 2021 Los Angeles) byl americký moderátor a fundraiser. Patřil k nejvýznamnějším postavám americké televizní žurnalistiky. V letech 1985–2010 uváděl svou živě vysílanou talk show Larry King Live na zpravodajské televizní stanici CNN.

## Život
Narodil se v rodině židovských imigrantů; matka byla Běloruska a otec Rakušan, původem také z Běloruska. Vyrůstal v newyorském Brooklynu, kde získal svůj typický přízvuk. Zpočátku působil jako pomocný pracovník v rádiu Florida A. M., postupně se věnoval i psaní novinových sloupků, rozhlasovému moderování a sportovnímu komentování.
Jeho kariéra se zhroutila po obvinění z loupeže v roce 1971 a teprve po čtyřech letech si znovu našel zaměstnání v rozhlase. V roce 1978 začal uvádět vlastní talk show u společnosti MBN a od roku 1985 uváděl nepřetržitě po dobu čtvrt století svůj pořad Larry King Live na CNN (od 3. června 1985 do 16. prosince 2010). Za svou kariéru vedl rozhovory s přibližně 40 tisíci lidmi, včetně řady amerických prezidentů a dalších významných osobností veřejného života (Martin Luther King, dalajláma, Michail Gorbačov, bratři Kennedyové, princezna Diana). Od roku 2013 spolupracoval mimo jiné s ruskou stanici RT (konkrétně pro RT America), za což byl také kritizován.
Larry King byl sedmkrát ženatý. Léčil se s cukrovkou 2. typu. V prosinci 2020 byl přijat do nemocnice kvůli léčbě covidu-19, zemřel v lednu 2021 na sepsi.